# Verlengde Hoofdweg 2 (Nieuw-Beerta)

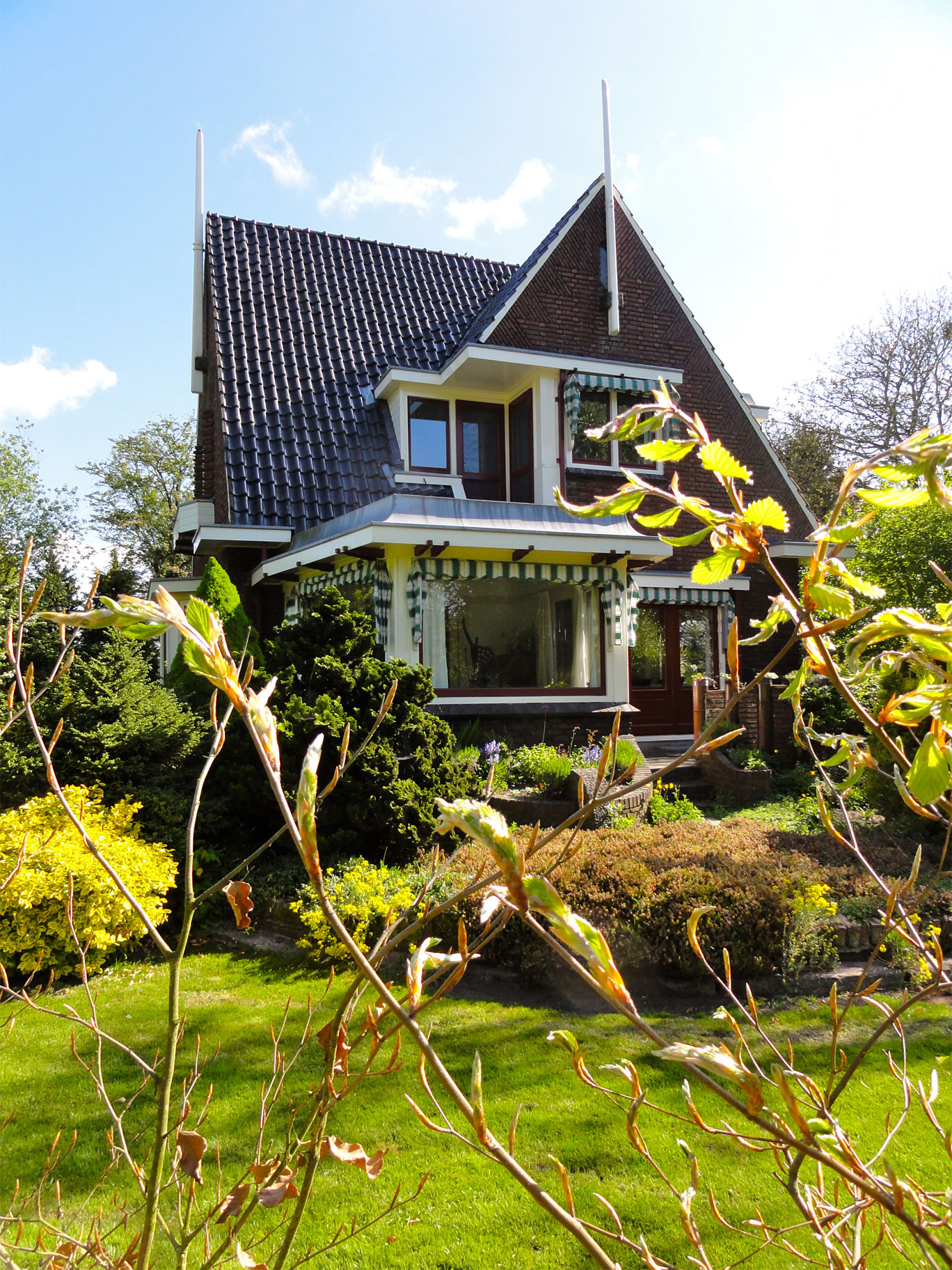
De renteniersvilla aan de Verlengde Hoofdweg 2 te Nieuw-Beerta anno 2011

De renteniersvilla aan de Verlengde Hoofdweg 2 in Nieuw-Beerta in de Nederlandse provincie Groningen werd in 1932 gebouwd in opdracht van H.R. Leemhuis. De villa werd ontworpen door de in die periode in Finsterwolde woonachtige architect K. Westerman (1892-1965).

## Beschrijving
De villa aan de Verlengde Hoofdweg 2 te Nieuw-Beerta werd in 1932 ontworpen door de architect Westerman in een aan de Amsterdamse School verwante bouwstijl. De architect heeft gebruikgemaakt van strakke geometrische patronen als rechthoeken en driehoeken. De entree bevindt zich aan de noordwestelijke zijde van de villa. Direct links van de entree stijgt een gemetselde schoorsteen hoog boven het dak uit. Aan de rechterzijde van de entree is een driezijdige erker met daarboven een driehoekige topgevel. De erker zelf wordt gedekt door een plat dak, dat zich uitstrekt tot boven de entree. Aan de zuidwestelijke zijde bevindt zich een vijfzijdige serre. Naast de serre is een terras met ook hier een driehoekige topgevel. Beide topgevels hebben een vlaggenmast als bekroning. De ramen zijn rechthoekig, afwisselend staand en liggend van vorm.
De bij de villa behorende muurtuin is waarschijnlijk aangelegd door de tuinarchitect J. Vroom uit Glimmen.
De villa met de bijbehorende muurtuin is erkend als rijksmonument onder meer vanwege de cultuur-historische waarde, de opvallende vormgeving, de beeldbepalende ligging, als voorbeeld van zowel de toegepaste bouwstijl in deze periode en van het werk van de architect Westerman.